# Friedrich Wilhelm von Hessenstein

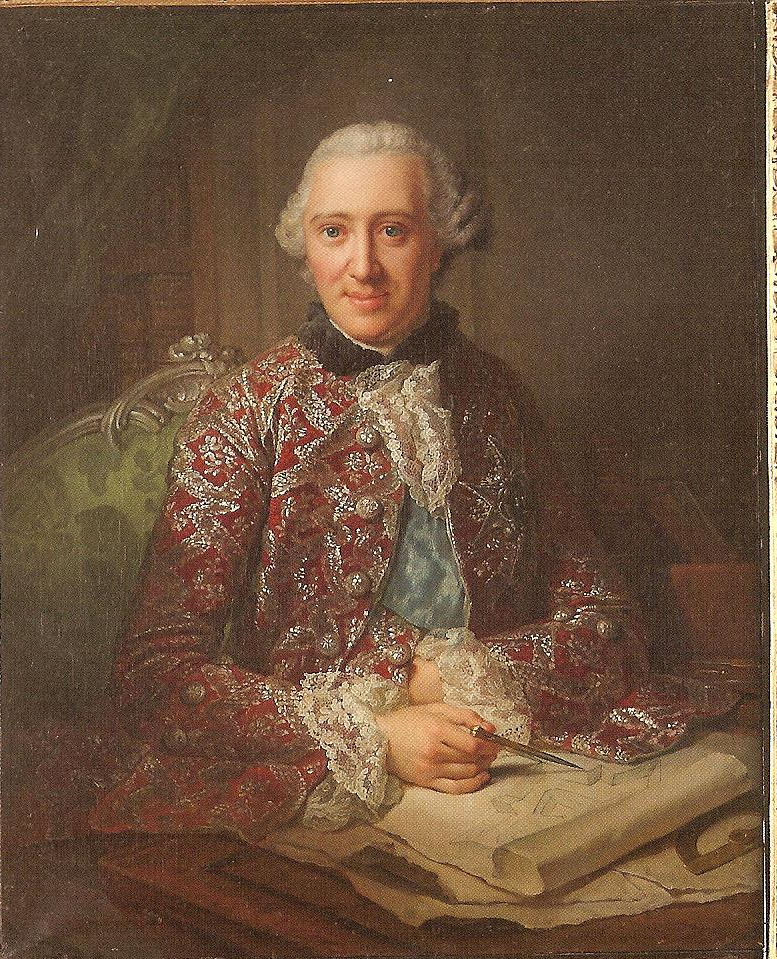
Friedrich Wilhelm von Hessenstein, Gemälde von Georg David Matthieu (1762), Hessische Hausstiftung

Friedrich Wilhelm, Reichsfürst von Hessenstein (schwedisch: Fredrik Vilhelm von Hessenstein) (* 27. Februarjul. / 10. März 1735greg. in Stockholm; † 27. Juli 1808 in Panker) war ein schwedischer Soldat und Staatsmann.

## Leben
Friedrich Wilhelm war ein unehelicher Sohn des Königs Friedrich von Schweden aus dem Haus Hessen-Kassel und dessen Mätresse, der Gräfin Hedwig Ulrike Taube von Odenkat (1714–1744).

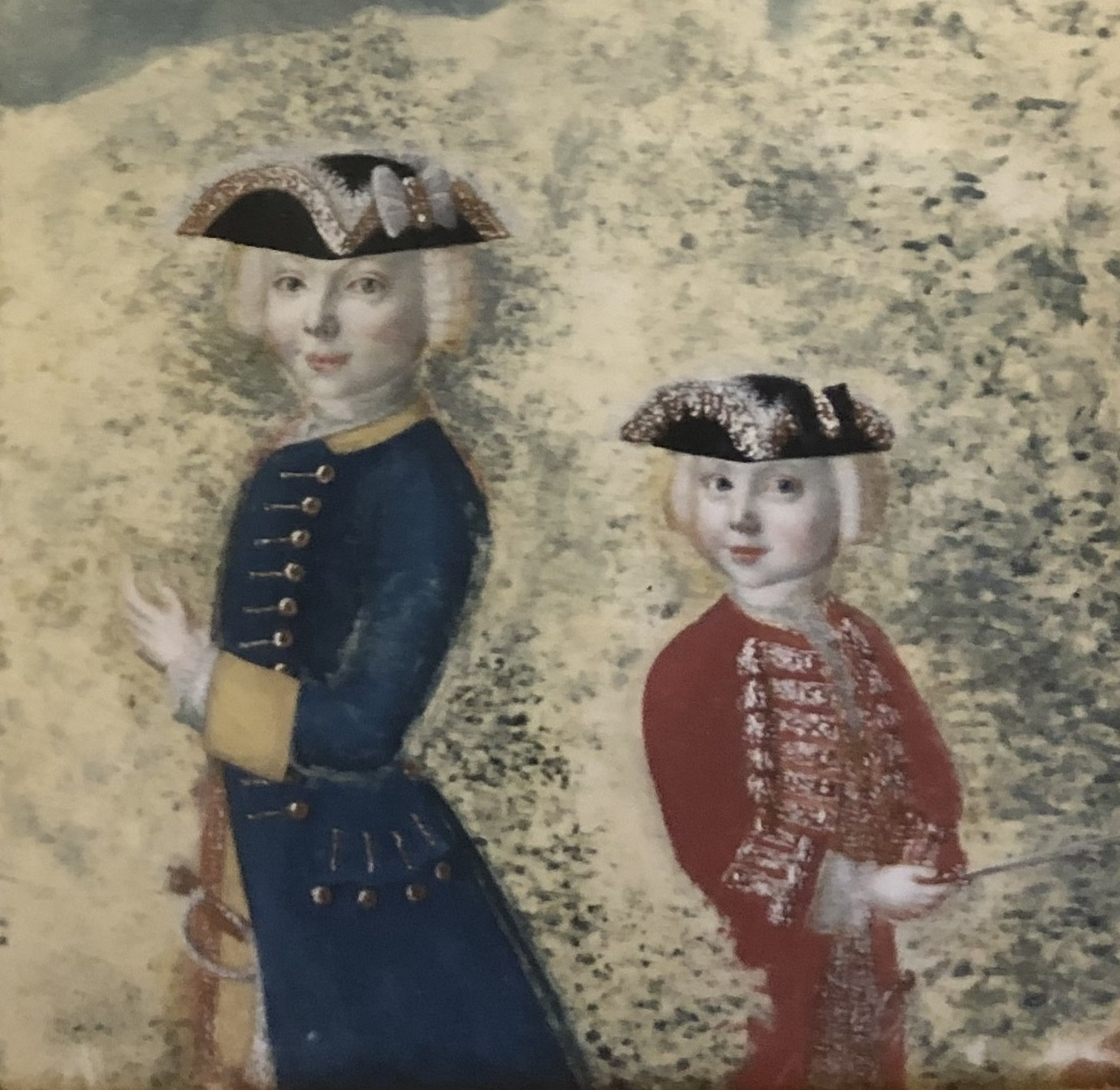
Friedrich Wilhelm und Karl Eduard von Hessenstein (um 1745)

Von seinem Vater wurden er und sein Bruder mit der Herrschaft Hessenstein (den Gütern Panker, Klamp, Schmoel und Hohenfelde) ausgestattet, über die er nach dem Tod seines jüngeren Bruders Karl Eduard (Carl Edvard) im Jahre 1769 allein verfügte. Mit Diplom vom 28. Februar 1741 wurden er und sein Bruder vom damaligen Reichsvikar, dem Kurfürsten von Sachsen und König von Polen, August III., zu Reichsgrafen von Hessenstein erhoben.  Am 7. November 1772 wurde Friedrich Wilhelm als Personalist Reichsfürst von Hessenstein.  1799 erhielt er vom König von Schweden das Prädikat Durchlaucht. Auf seinen Gütern entließ er zwischen 1795 und 1800 die Bauern aus der Leibeigenschaft.
1773 wurde er schwedischer Generalfeldmarschall, 1776 Geheimrat. Von 1776 bis 1791 war er Generalgouverneur von Schwedisch-Pommern. Unter seinem Gouvernement wurden jüdische und katholische Gemeinden in Pommern zugelassen. Hessenstein war zudem Kanzler der Universität Greifswald und bekennender Freimaurer. 1778 stiftete er das Soldaten-Waisenhaus in Stralsund.
Unbestätigten Angaben zufolge wurde er 1786 Vater der unehelichen Tochter von Prinzessin Sophie Albertine, der Schwester von Gustav III. Er starb 1808 unverheiratet. Sein Erbe wurde Karl von Hessen-Kassel.